# Yōrō
Yōrō (jap. 養老町 Yōrō-chō) – miasto w Japonii, na wyspie Honsiu, w prefekturze Gifu. Według danych na rok 2020 miejscowość zamieszkiwało 26 882 mieszkańców , a gęstość zaludnienia wyniosła 371,9 os./km².